# Ricard Puigdomènech
Ricard Puigdomènech (n. 31 de diciembre de 1962, Vic) es un músico español.

## Trayectoria
Miembro fundador de Los Trogloditas con Jordi Vila y Josep Simón Ramírez, y posteriormente de Loquillo y Trogloditas. Fue guitarrista y compositor de la banda durante más de veinte años. Entre sus éxitos están "Chanel, cocaína y Don Perignon" y "Coleccionistas". Actualmente es guitarrista y cocompositor, arreglista y productor del grupo Strombers.
También ha realizado producciones discográficas de grupos emblemáticos de rock catalanes como Wom! A2, Sopa de Cabra, Whiskyn's y Lax'n'Busto.
Actualmente trabaja por su cuenta. En el 2004, lanzó su primer disco, "No ens faci falta la sort", con canciones en catalán.